# Heterosphecia cruentata
Heterosphecia cruentata är en fjärilsart som beskrevs av Swinhoe 1896. Heterosphecia cruentata ingår i släktet Heterosphecia och familjen glasvingar. Inga underarter finns listade i Catalogue of Life.